# Georg Bayerer
Georg Bayerer (9. travnja 1915. – 6. lipnja 1998.) je bio njemački nogometaš i trener. 
U igračkoj karijeri, nastupao je za oba minhenska "diva". Punih deset godina, igrao je za TSV 1980, dok je krajem 1940-ih otišao u gradski rival FC Bayern.
1944., Bayerer je dobio jednosezonski angažman u Bayern Münchenu.

## Vanjske poveznice
- Profil na "Weltfussball.de"